# Manufaktura
Manufaktura je oblika obrtne proizvodnje iz časa zgodnjega kapitalizma. Poteka ob koncentraciji skupine ročnih delavcev na enem mestu. Njen temelj je delitev obrtnoproizvodnega procesa.

## Začetki manufaktur vAvstro-Ogrski
Vlada Marije Terezije je v avstrijskem delu države pomenila prelomno obdobje za razvoj te gospodarske panoge. Marija Terezija je namreč podprla merkantilistična načela v gospodarski politiki, kar je povzročilo da so v večji meri začela nastajati nova podjetja na Češkem, Zgornje- in Spodnjeavstrijskem; ta podjetja so bila ustanovljena kot državne manufakture in so imela monopolne privilegije, zaradi katerih so njihovi lastniki bogateli, bogastvo pa je zagotavljal tudi monopol posameznih proizvodov. V tem oziru so slovenske dežele močno zaostajale - po kratkem poskusu so se tu manufakture močneje uveljavile v 30. letih 18. stoletja. Ta in razvoj založništva je bistveno zmanjšal obseg in vlogo cehovske obrti ter organizacije. Splošni predpisi državne uprave so zamenjali cehovske privilegije, omejitve cehov pa so se ublažile. Manufakture so se na Slovenskem uveljavljale najbolj v tekstilni stroki, pogosto v kombinaciji z založništvom (pred jožefinsko dobo).

## Manufakture na slovenskem narodnostnem ozemlju
- Ljubljana: stanovska suknarna in manufaktura za svilo;
- Celovec: dve suknjarni, ena se kasneje preseli v Vetrinj, manufaktura svinčevega belila;
- Višnja Gora: manufaktura nogavic;
- Boštanj: manufaktura jadrovine in ostalih vrst platna;
- Begunje na Gorenjskem, Zagorice (Bled): manufakturi volnenega blaga;
- Sava, Jesenice: manufaktura nogavic;
- podeželje: steklarne - Pohorje, Celje, Rogatec, Zidani Most, Javorniki na Notranjskem,Trnovski gozd;
- Ajdovščina: obnovitev proizvodnje papirja.

V 18. stoletju obstajajo še druga podjetja z obrtniškim načinom organizacije; zvonarne, pivovarne, usnjarne. Tudi v njihovo dejavnost je ves čas posegala državna uprava; značilen primer tega je zatiranje svilarstva na Goriškem v korist dunajskih in čeških proizvajalcev. Šele svobodnejša politika Jožefa II. je take poskuse uspešno odpravila.

## Upadanje manufakturne proizvodnje
Prodirajoča načela fiziokratizma so po letu 1770 vplivala na zmanjšanje državne podpore manufakturam. Merkantilistična politika, ki je podjetnike podpirala ter manufakturna doba, sta prinesli nove oblike izkoriščanja delovne sile. Uveljavil se je celo 15-urni delovnik. Včasih so se manufakture povezovale tudi s sirotišnicami ter prisilnimi delavnicami.
Končno je v času Ilirskih provinc francoska uprava uvedla načelo popolne obrtne svobode, ki pa se po vrnitvi avstrijske oblasti žal ni ohranilo.